# Drosophyllum lusitanicum
Drosophyllum lusitanicum је полудрвенаста врста биљке месождерке, распрострањена у западном Средоземљу (Португал, Шпанија, Мароко). Једина је врста своје фамилије у оквиру реда Caryophyllales, а раније је сматрана сродном са росуљама.